# Глурджидзе, Владимир Караманович
Владимир Караманович Глурджидзе (1934 — 8 июня 2014) — советский автогонщик. Мастер спорта СССР.
Двукратный вице-чемпион СССР по кольцевым гонкам: 1965, формула 1 и 1966, формула 5, трехкратный чемпион ДСО «Спартак» по кольцевым гонкам на автомобиле собственной конструкции с двигателем ГАЗ-21.